# Редиво-Вале (Бергамо)
Редиво-Вале је насеље у Италији у округу Бергамо, региону Ломбардија.
Према процени из 2011. у насељу је живело 26 становника. Насеље се налази на надморској висини од 706 м.